# 992-й истребительно-противотанковый артиллерийский полк
992-й истребительно-противотанковый артиллерийский Рославльский ордена Кутузова полк — воинское формирование Вооружённых Сил СССР. С августа 1944 года и до конца второй мировой войны полк входил в состав 39-й отдельной истребительно-противотанковой артиллерийской Томашовской Краснознамённой бригады РГК и 1-го Прибалтийского фронта, 2-го Прибалтийского фронта, 1-го Белорусского фронта, 69-й армии и 5-й ударной армии.
Условное наименование — войсковая часть (в/ч) № 6536.
Сокращённое наименование — 992-й иптап.

## Формирование
Полк входил в состав действующей армии в периода с 20 июня 1942 года по 12 мая 1944 года и с 1 сентября 1944 года по 9 мая 1945 года.
Приказом Верховного Главнокомандующего от 25 сентября 1943 года полку присвоено наименование Рославльского. Звание присвоено за освобождение города Рославль, который был оккупирован 3 августа 1941 года и освобождён 25 сентября 1943 года войсками Западного Фронта в ходе Смоленско-Рославльской операции. Войскам, участвовавшим в боях за Смоленск и Рославль, приказом ВГК от 25 сентября 1943 года объявлена благодарность и в Москве дан салют 20 артиллерийскими залпами из 224 орудий.
На 04 июля 1945 года 992-й иптап дислоцировался в районе Лесн. Штериц, а в августе 1945 года штаб 39-й оиптабр, в состав которой входил 992-й иптап находился в гор. Борна (Германия) недалеко от Лейпцига.

## Боевые действия

### Высота 91.7
В сентябре 1944 года 39-я иптабр, в том числе и 992-й иптап, направлена из резерва фронта на усиление противотанкового резерва 6-й гвардейской армии. На шоссе Добеле-Вильки, где осуществляла прорыв танковая дивизия «Великая Германия», в районе высоты 91.7, угрожающей выходу к городу Добеле, полк отразил все атаки танков и пехоты противника. С 18 по 20 сентября полк также держал оборону от танков в районе Адамуйжа, Тиньи. За 4 дня боёв было уничтожено 20 тяжёлых танков и 6 самоходных орудий, 5 пулемётов и до роты пехоты противника. 19 сентября в районе деревни Яунберзи 1-ю батарею полка атаковало 15 танков типа «ТИГР» при поддержке 6-и самоходных орудий типа «Фердинанд» и роты автоматчиков противника. За этот бой командир огневого взвода 992-го иптап лейтенант Зикран Евгений Андреевич, 1923 года рождения, посмертно получил звание Герой Советского Союза.(представлялся командиром полка гв.подполковником Котырло М. П. к ордену Ленина посмертно)
•17 сентября 1-я батарея полка вела тяжёлый бой с танками противника у высоты 75.1 в районе юго-западнее Добеле. В бою был уничтожен один танк «ТИГР».
•17 сентября западнее Добеле телефонист 1-й батареи Монгин Михаил Михайлович (род. 1904) ликвидировал разрывы связи.
•17 сентября в бою западнее Добеле отличился старшина 1-й батареи полка Савин Василий Яковлевич.
•18 сентября полк вёл бой в районе Адамамуйжа.
•19 сентября полк вёл бой в районе деревни Масберзе.
10 сентября 1944 года (личный архив Тихонова М. А.) на вооружение полка поступил автомобиль марки Studebaker US6 гос.номер Г-О-76-39.
6-я гвардейская армия под командованием генерала Чистякова И. М. судя по донесениям о безвозвратных потерях на направлении Вильки-Добеле, получила для прикрытия этого рубежа 171 армейскую штрафную роту, приданную 29 СД, а также 39-ю иптабр в составе 992-го, 1174-го и 1179-го иптап.30 сентября 1944 года представлен список безвозвратных потерь по данным подразделениям, которым установлено, что в 171 арм. штрафной роте погибло 27 человек, в 992-м иптап — 24 человека (за период с 17 по 20 сентября 1944 года), в 1179-м иптап — 6 человек (за период с 18 по 20 сентября 1944 года), в 1174-м иптап — 10 человек (в период с 17 по 20 сентября 1944 года) всего погибло 67 человек, Список пропавших без вести не уточнён, данных по раненным не имеется.
Этот бой получил отражение в мемуарах маршала Василевского А. М. «Дело всей жизни» и Хлебникова Н. М. «Под грохот сотен батарей»
- 3 ноября 1-я и 6-я батарея полка вели бой в районе деревни Сандери. Батарею контратаковало три танка противника при поддержке пехоты[5].Батарея подавила 2 пулемётных точки и уничтожила 15 солдат пехоты[6].
- 3 ноября 4-я батарея полка вела бои в районе Рунни.

### Поддержка 156-й стрелковой дивизии
В декабре 1944 года генерал-майор Грызлов, командир 156-й стрелковой дивизии ордена Кутузова, подписал приказ о награждении офицеров полка. Возможно, что 992-й ИПТАП поддержал наступление подразделений этой стрелковой дивизии.

### Оборона на реке Ина
Ведя огонь прямой наводкой, полк обеспечил продвижение кавалерийских полков и выход дивизии в тыл противника при прорыве обороны немцев на реке Ина и обеспечил выход полков к берегу Балтийского моря в районе Пахан и к городу Штатгард.
Участвуя в рейде с 7 гвардией ККК от реки Висла до реки Одер полк обеспечивал движение кавалерии. Выйдя на северную окраину города Калиш, полк участвовал в штурме, а 28 января 1945 года достиг берегов реки Одер и огнём орудий обеспечил захват плацдарма. Полк отражал атаки противника на город Делитц с 16 по 19 февраля 1945 года и способствовал полному его освобождению, отбив 7 атак полицейской дивизии СС, уничтожив 2 танка и до батальона пехоты. Также полк отстоял узел шоссейных дорог Делитц.
- 16-17 февраля возле Делитц личным составом 1-й батареи полка из личного оружия уничтожено 5 солдат и восстановлено 50 порывов линии связи. Личным составом 2-й батареи полка из личного оружия уничтожено 8 солдат, при этом вынесли с поля боя 3-х бойцов.
- С 16 по 19 февраля санинструктор 1-й батареи Евсиков Сергей Иванович, награждённый медалью «За отвагу» и орденом «Славы» 3-й степени, вынес с поля 5 раненных и был представлен к награде.
- 17-18 февраля во время боёв в районе Делитц связистами полка ликвидировано 70 порывов связи. Разведчик 1-й батареи Мельчиков Иван Павлович эвакуировал разбитую пушку с поля боя и уничтожил лично 5 солдат противника.
- 18 февраля зам. наводчика 1-й батареи Тавокин Николай Калинович, награждённый орденом «Славы» 3-й степени и медалью «За Отвагу», в составе расчёта подбил один средний танк, отбил в составе расчёта 7 контратак противника, уничтожил до 60 человек противника и был представлен к награде.
- 16 по 19 февраля телефонист 1-й батареи Юхалкин Пётр Алексеевич ликвидировал разрывы связи, за что представлен к награде.
- 17 февраля в районе Петцник 5-я батарея полка вела бои по отражению атак противника на огневые позиции полка.
- С 17 по 19 февраля 4-я батарея вела бой в районе деревни Заделов.
- 19 февраля 3-я батарея полка уничтожила орудийный расчёт, 2 пулемётных точки и 10 солдат противника.

### Бои в районе Цахан
С 1 по 3 марта 1945 года 5-я батарея полка вела бои в районе города Цахан и обеспечивая переправу 1-го эскадрона 54-й гвардии Кавалерийского полка. С 7 по 9 марта полк отражал контратаки противника силами 2-й, 6-й и 4-й батарей в районе города Грайфенберг, при этом расчёт 2-й батареи подавил пулемётные точки противника в районе деревни Дадов.

### Прорыв на реке Одер
С 16 по 18 апреля 1945 года полк осуществлял прорыв сильно укреплённой обороны противника на западном берегу реки Одер в районе города Лебус и после преследовал противника в полосе наступления 312 стрелковой дивизии. Поддерживая огнём прямой наводки стрелковый батальон 1081 стрелковой дивизии 1-я батарея 992-го ИПТАП начала наступление. С 23 по 25 апреля 1945 года полк продолжал преследовать противника от реки Одер до Берлина, действуя с авангардным батальоном 1079 СП при форсировании реки Шпрее в районе города Фюрстенвальде. 24 апреля 1945 года подразделения полка обеспечивали переправу пехоты 1081 полка. В бою за деревню Рауэн полк вёл уличные бои и отбил у немцев 7-ю батарею 859 артиллерийского полка, которая вела бой в окружении. Полк дал возможность личному составу батареи эвакуировать раненных и повреждённую технику. В Берлине полк ворвался с юго-восточной окраины города.

## Состав

### Командный состав
С момента формирования и до сентября 1944 года полком командовал гв. подполковник Александр Матвеевич Пупков (род. 25 декабря 1905). А. М. Пупков был призван в ряды РККА в октябре 1932 года Баженовским РВК Свердловской области (ранее был в РККА также с 1927 по 1929 год). Член ВКП(б) с 1927 года. В Гражданской войне не участвовал, участвовал в боях на востоке в 1939 году, где был за мужество награждён орденом Красного Знамени. В Великой Отечественной войне участвовал с 20 октября 1941 года.
Во время Великой Отечественной войны командовал отдельным артиллерийским дивизионом, который под его командованием стал гвардейским артиллерийским дивизионом, впоследствии был командиром 992-го Рославльского истребительно-противотанкового артиллерийского полка, а затем с момента образования в августе 1944 года до конца войны командовал 39-й отдельной Томашевской истребительно-противотанковой артиллерийской бригадой.
Гвардейский арт.дивизион под его командованием участвовал в освобождении городов Дорохово и Можайск.
Приказом № 0353 от 18 июня 1943 года по войскам 10-й армии награждён орденом Отечественной войны 1-й степени. Приказом по войскам Западного фронта № 0908 от 28 сентября 1943 года награждён орденом Суворова 3-й степени за бои под Смоленском и взятие Смоленска и Рославля (включён в список награждённых без наградных листов).
Умер 22 февраля 1954 года.
С сентября 1944 года и до окончания Великой Отечественной войны командование перенял гвардии полковник Михаил Петрович Котырло (род. 1907).
Призван в 1935 году Полоцким РВК Витебской области Белорусской ССР. Участвовал в 1939 году в Советско-Финской войне с декабря 1939 года по март 1940 года и в освободительном походе в Западную Украину с сентября 1939 года по декабрь 1939 года.
В Отечественной войне с июня 1941 года: Юго-Западный фронт с июня по июль 1941 года, Западный фронт с декабря 1941 года по май 1943 года, Брянский фронт с мая 1943 года по октябрь 1943 года, 1-й Прибалтийский фронт с октября 1943 года по декабрь 1944 года, 1-й Белорусский фронт с декабря 1944 года по окончание войны
В апреле-мае 1942 году — начальник штаба 912 арт. полка 342 стрелковой дивизии 61 армии, майор,
в 1943 году подполковник — начальник штаба артиллерии 342 стрелковой дивизии 3 армии;
с августа 1944 года — командир 992 иптап.
Член ВКП(б) с 1942 года — парт.билет № 4468944.
Четыре раза ранен.
НАГРАДЫ:
— медаль «За отвагу» — приказ № 23/н от 23 мая 1942 года;
— медаль «За боевые заслуги» (11.1944);
— Орден Отечественной войны 2-й ст. (приказ Войскам 3 армии № 107/н от 15 сентября 1943 года);
— Орден Александра Невского (01.1944);
— Орден Красного Знамени (09.1944);
— Орден Красного Знамени (03.1945);
— Орден Красного Знамени (04.1945).
Заместителем командира 992-го иптап по строевой части в 1944—1945 годах был Пётр Филиппович Слипченко (12 января 1917 года — умер в 1985 году. Родился в с. Залатыха (Глинского района Сумской обл.). Окончил Военную академию им. М. В. Фрунзе (1956). К. в. н. (1973); профессор (1975). ГЕНЕРАЛ-ПОЛКОВНИК
В РККА с 1 августа 1937 года. В Отечественной войне с 11 июля 1942 года.
Имеет два ранения и две контузии. Награждён Медалью «За оборону Сталинграда».
-->

## Штаб
Начальником штаба являлся подполковник Дерибин Иван Александрович (род. 1913), помощником начальника штаба — капитан Муратов Василий Михайлович (род. 1919).

## Фронтовики
- Артюшенко Павел Николаевич, 1915 года рождения, рядовой
- Астапов Иван Захарович, 1926 года рождения, рядовой
- Баженов Яков Петрович, 1910 года рождения, рядовой
- Беляков Владимир Алексеевич , 1923 года рождения , ефрейтор.
- Ермаков Иван Тихонович, 1907 года рождения, сержант — шофёр 1-й батареи (награждён медалью за боевые заслуги,)
- Милованов Андрей Иванович, 1909 года рождения, рядовой — шофёр 1-й батареи (награждён медалью «За Отвагу»)
- Табуренко Тимофей Архипович, 1905 года рождения, рядовой
- Тихонов Василий Григорьевич, 1906 года рождения, рядовой — шофёр 1-й батареи (награждён медалью «За Отвагу»)
- Шкряда Николай Андреевич, 1924 года рождения, младший лейтенант — разведчик (награждён орденом «Славы» 3-й ст., дважды медалью «За Отвагу»
- Шалагин Павел Дмитриевич, 1924 года рождения, рядовой радист 2-й батареи (награждён медалью «За Отвагу», « За взятие Берлина»)
- Евсиков Сергей Иванович, 1904 года рождения — санинструктор 1-й батареи
- Мельчиков Иван Павлович — разведчик 1-й батареи
- Тавокин Николай Калинович, 1922 года рождения — зам. наводчика 1-й
- Юхалкин Пётр Алексеевич, 1924 года рождения — телефонист 1-й батареи
- Василевский Михаил Давидович, 1920 года рождения — командир отделения радио
- Каракаев Абдулис Аджимарович, 1909 года рождения — орудийный номер 1-й батареи
- Ибатулин Минегоян Якупович, 1904 года рождения — орудийный номер 1-й батареи
- Монгин Михаил Михайлович, 1904 года рождения — телефонист 1-й батареи
- Савин Василий Яковлевич — старшина 1-й батареи
- Пешкин Иван Васильевич, 1901 года рождения — орудийный номер 1-й батареи
- Лапковский Иосиф Михайлович, 1917 года рождения — старшина 1-й батареи
- Михайлов Николай Егорович, 1918 года рождения — слесарь, награждён медалью «За Отвагу» и медалью за боевые заслуги, имеет три ранения
- Сторожев Михаил Михайлович, 1922 года рождения — старшина, старший писарь, награждён орденом Красной Звезды, дважды медалью «За Отвагу», медалью за боевые заслуги,)
- Белокуров Игорь Степанович, 1920 года рождения, капитан — офицер разведки полка
- Гладыш Борис Романович, 1919 года рождения, гвардии капитан — командир батареи
- Замаев Иван Васильевич, 1909 года рождения, капитан — начальник связи 992-го иптап
- Муратов Василий Михайлович, капитан — помощник начальника штаба полка
- Первомайский Дмитрий Михайлович, майор — заместитель командира 992-го иптап по политической части
- Слипченко Пётр Филиппович 1917 года рождения, майор — заместитель командира 992-го иптап по строевой части (награждён медалью «За Отвагу», орденами Красной Звезды, Отечественной Войны 1-й и 2-й степеней, Красного Знамени)
- Коган Наум Львович, 1922 года рождения, старший техник-лейтенант — начальник арт. снабжения
- Чумак Андрей Петрович, капитан — командир батареи
- Краснянский Степан Пантелеевич, лейтенант — командир взвода
- Коростелев Фёдор Ефремович, старший лейтенант — командир батареи
- Панюшкин Иван Андреевич, 1918 года рождения, старший лейтенант — командир батареи
- Небогин Владимир Иванович, лейтенант — командир взвода управления
- Жаворонков Иван Васильевич, 1922 года рождения, лейтенант — командир взвода
- Зикран Евгений Андреевич, лейтенант — командир огневого взвода, Герой Советского Союза, посмертно награждён за бой с танками моторизованной дивизии «Великая Германия» в сентябре 1944 года
- Никонец Виктор Петрович 1925 года рождения, мл.лейтенант — исполняющий обязанности командира батареи 992-го иптап (награждён медалью «За Отвагу», орденом «Отечественной войны 1-й ст.»)
- Рябоконов Иван Григорьевич, мл.лейтенант — командир взвода 992-го иптап
- Плохих Фёдор Ефимович 1911 года рождения, сержант, зам.наводчика 992-го иптап (награждён орденом «Отечественной войны» 1-й ст. — ПОСМЕРТНО)
- Потехин Иван Михайлович 1922 года рождения, красноармеец — наводчик орудия 992-го иптап (награждён орденом «Отечественной войны» 1-й ст. — ПОСМЕРТНО)
- Антропов Михаил Фёдорович, сержант, командир отделения радио 992-го иптап (награждён орденом «Отечественной войны» 1-й ст. ПОСМЕРТНО)
- Бульба Борис Александрович, красноармеец — разведчик 992-го иптап (награждён орденом «Отечественной войны» 1-й ст. ПОСМЕРТНО)
- Мардыев Якуб Абдурахманович, мл.сержант, зам.наводчика 992-го иптап (награждён орденом «Отечественной войны» 1-й ст. ПОСМЕРТНО)
- Лазарев Анатолий Александрович, мл.сержант, старший разведчик 992-го иптап (награждён орденом «Отечественной войны» 1-й ст. ПОСМЕРТНО)
- Малкин Иван Петрович, мл. сержант, артиллерист 992-го иптап(род. в 1923 г. в Московской обл.,умер 01.07.1943 г.)
- Сарапкин Александр Васильевич 1914 года рождения, ст. лейтенант, командир взвода, награждён орденами Красной Звезды, Отечественной Войны 1-й и 2-й степеней